# Palais des congrès de Perros-Guirec
Le palais des Congrès est un édifice situé à Perros-Guirec, en France.

## Localisation
Le palais des congrès est situé  sur le territoire de la commune de Perros-Guirec, dans le département des Côtes-d'Armor, dans la région Bretagne.

## Description
Le palais des congrès, édifié en 1969, est implanté sous une vaste terrasse construite dans le prolongement d'une voie étroite dominant la plage de Trestraou. Le bâtiment s'adosse à un escarpement et tient, à la fois, de la grotte et du dolmen, signalant sa présence par une succession de piles massives et anguleuses en béton et granite rose qui soutiennent une dalle aménagée en jardin. Cette oeuvre s'intègre parfaitement à l'environnement et propose un mélange de radicalité formelle et de références au passé.

## Historique
Le palais des congrès est inscrit au titre des monuments historiques par arrêté du 3 octobre 2014,,.

## Protection
Éléments protégés : le palais des congrès en totalité, y compris le jardin aménagé sur sa terrasse supérieure, la cour d'entrée, les esplanades et l'ensemble des escaliers situés de part et d'autre du palais.